# آرثر هيغينز
آرثر هيغينز (بالإنجليزية: Arthur Higgins)‏ هو مصور سينمائي ومصور ومخرج أسترالي، ولد في 25 أكتوبر 1891 في هوبارت في أستراليا، وتوفي في 22 سبتمبر 1963 في بوتس بوينت ‏ في أستراليا.

## وصلات خارجية
- آرثر هيغينز على موقع IMDb (الإنجليزية)
- آرثر هيغينز على موقع أول موفي (الإنجليزية)
- آرثر هيغينز على موقع قاعدة بيانات الفيلم (الإنجليزية)
- آرثر هيغينز على موقع كينوبويسك (الروسية)